# Gare de Ben Guerir
La gare de Ben Guerir est une gare ferroviaire marocaine située à Ben Guerir, dans la Province de Rehamna et la région de Marrakech-Tensift-Al Haouz.